# Daniel Boyarin
Daniel Boyarin (Asbury Park, 6 dicembre 1946) è uno storico delle religioni statunitense di origine ebraica.
Si definisce un ebreo ortodosso e possiede la cittadinanza israeliana.

## Biografia e carriera
Completati gli studi scolastici alla Freehold High School nel New Jersey, Boyarin si iscrisse al Goddard College, un seminario ebraico, dove conseguì il bachelor of arts nel 1968. Nel 1971 conseguì un master in letteratura ebraica al Jewish Theological Seminary e nel 1972 un master in lingue semitiche alla Columbia University. Nel 1975 conseguì il Ph.D. in Cultura Talmudica al Jewish Theological Seminary.
Dopo avere lavorato in diverse università israeliane e statunitensi (Università Ben Gurion del Negev, Università Ebraica di Gerusalemme, Università Bar-Ilan, Università di Yale e Yeshiva University), nel 1990 divenne professore ordinario di Cultura Talmudica all’Università della California - Berkeley.

## Teorie
Boyarin respinge il modello della "separazione delle vie" tra giudaismo, da un lato, e cristianesimo, dall'altro. Ritenendo che sia necessario adottare un modello più flessibile, suggerisce quello ondulatorio, che permette ai linguisti di spiegare la nascita di dialetti e lingue in analogia con il fenomeno dell'interferenza delle onde, quelle che si producono, ad esempio, quando si lanciano contemporaneamente più sassi in uno stagno. Sfruttando questa metafora, Boyarin sostiene che il cristianesimo non sarebbe nato in seguito a una separazione avvenuta in un momento precisamente identificabile a p partire da un giudaismo originario piuttosto uniforme: al contrario, il cristianesimo avrebbe avuto origine da specifiche scelte di elementi identitari, operate da gruppi differenti, e dalla conseguente loro aggregazione e diffusione, fino a formare un agglomerato "dialettale" nuovo all'interno di quella vasta gamma di parlate dai contorni sfumati che costituiva il giudaismo del tempo e comprendeva anche i seguaci di Gesù. Questo processo si sarebbe concluso soltanto nel IV secolo, quando l'intervento degli apparati di potere ideologico e repressivo dell'Impero romano rese possibile la nascita di una vera e propria religione nuova, dai confini chiari e netti, e permise di stabilire in modo preciso l'appartenenza e rendere operativa l'esclusione.
La proposta di Boyarin ha suscitato an acceso dibattito, senza convincere tutti gli studiosi, ma ha comunque avuto il merito di richiamare l'attenzione sui problemi lasciati irrisolti dal modello della "separazione delle vie".

## Libri pubblicati
- Sephardic Speculation: A Study in Methods of Talmudic Interpretation (in ebraico), Università Ebraica di Gerusalemme, 1989
- Intertextuality and the Reading of Midrash, Indiana University Press, 1990
- Carnal Israel: Reading Sex in Talmudic Culture, University of California Press, 1993
- A Radical Jew: Paul and the Politics of Identity, University of California Press, 1994
- Unheroic Conduct: The Rise of Heterosexuality and the Invention of the Jewish Man, University of California Press, 1997
- Dying for God: Martyrdom and the Making of Christianity and Judaism, Stanford University Press, 1999
- Queer Theory and the Jewish Question, Columbia University Press, 2003
- Border Lines: The Partition of Judaeo-Christianity, University of Pennsylvania Press, 2004
- Socrates and the Fat Rabbis, University of Chicago Press, 2009
- The Jewish Gospels: The Story of the Jewish Christ, The New Press, 2012 (edizione italiana: Il Vangelo ebraico. Le vere origini del cristianesimo, Castevecchi, 2012)
- A Traveling Homeland: The Babylonian Talmud as Diaspora, University of Pennsylvania Press, 2015
- Con Carlin A. Barton (coautore), Imagine No Religion: How Modern Abstractions Hide Ancient Realities, Fordham University Press, 2016
- Judaism: The Genealogy of a Modern Notion, Rutgers University Press, 2019